# Арахнис
Арахнис (лат. Arachnis) — род многолетних травянистых растений семейства Орхидные.
Аббревиатура родового названия в промышленном и комнатном цветоводстве — Arach.
Род Arachnis включает 11 видов и 1 естественный гибрид.
Распространены в континентальной тропической Азии, Индонезии и на островах Тихого океана.
Эпифиты.
Некоторые представители рода и гибриды с их участием популярны в комнатном и оранжерейном цветоводстве, а также широко представлены в ботанических садах.

## Этимология
Название рода Arachnis происходит от греческого слова «Arachne» — паук. Что объясняется тем, что цветки арахниса напоминают сидящих на невидимой паутине пауков-тенётников.

## Морфологическое описание
Моноподиальные растения средних или крупных размеров.
Стебель в начале травянистый, со временем одревесневающий, тонкий, у некоторых видов до 4 метров в длину.
Листья двурядно расположенные, ремневидные, жёсткие.
Соцветие боковое, многоцветковое.
Цветки. В основании губы имеется отчётливый широкий шпорец; листочки околоцветника ланцетные, узкие, обычно к верхушке немного расширяющиеся, более или менее тонкие. Колонка с цельным погружённым рыльцем. Пыльник терминальный, в виде крышечки — оперкуллума, свободно лежащей на верхушке колонки.
Поллиниев 4.

## Виды
Список видов по данным Королевских ботанических садов в Кью:
- Arachnis annamensis (Rolfe) J.J.Sm., 1912
- Arachnis beccarii Rchb.f. 1886
  - Arachnis beccarii var. beccarii
  - Arachnis beccarii var. imthurnii (Rolfe) K.W.Tan 1974
- Arachnis breviscapa (J.J.Sm.) J.J.Sm. 1912
- Arachnis celebica (Schltr.) J.J.Sm. 1912
- Arachnis flos-aeris (L.) Rchb.f. 1886typus
  - Arachnis flos-aeris var. flos-aeris
  - Arachnis flos-aeris var. gracilis Holttum 1935
- Arachnis grandisepala J.J.Wood 1981
- Arachnis hookeriana (Rchb.f.) Rchb.f. 1886
- Arachnis labrosa (Lindl. & Paxton) Rchb.f. 1886
- Arachnis limax Seidenf. 1970
- Arachnis longicaulis (Schltr.) L.O.Williams 1937
- Arachnis longisepala (J.J.Wood) Shim, 1982

## Естественные гибриды

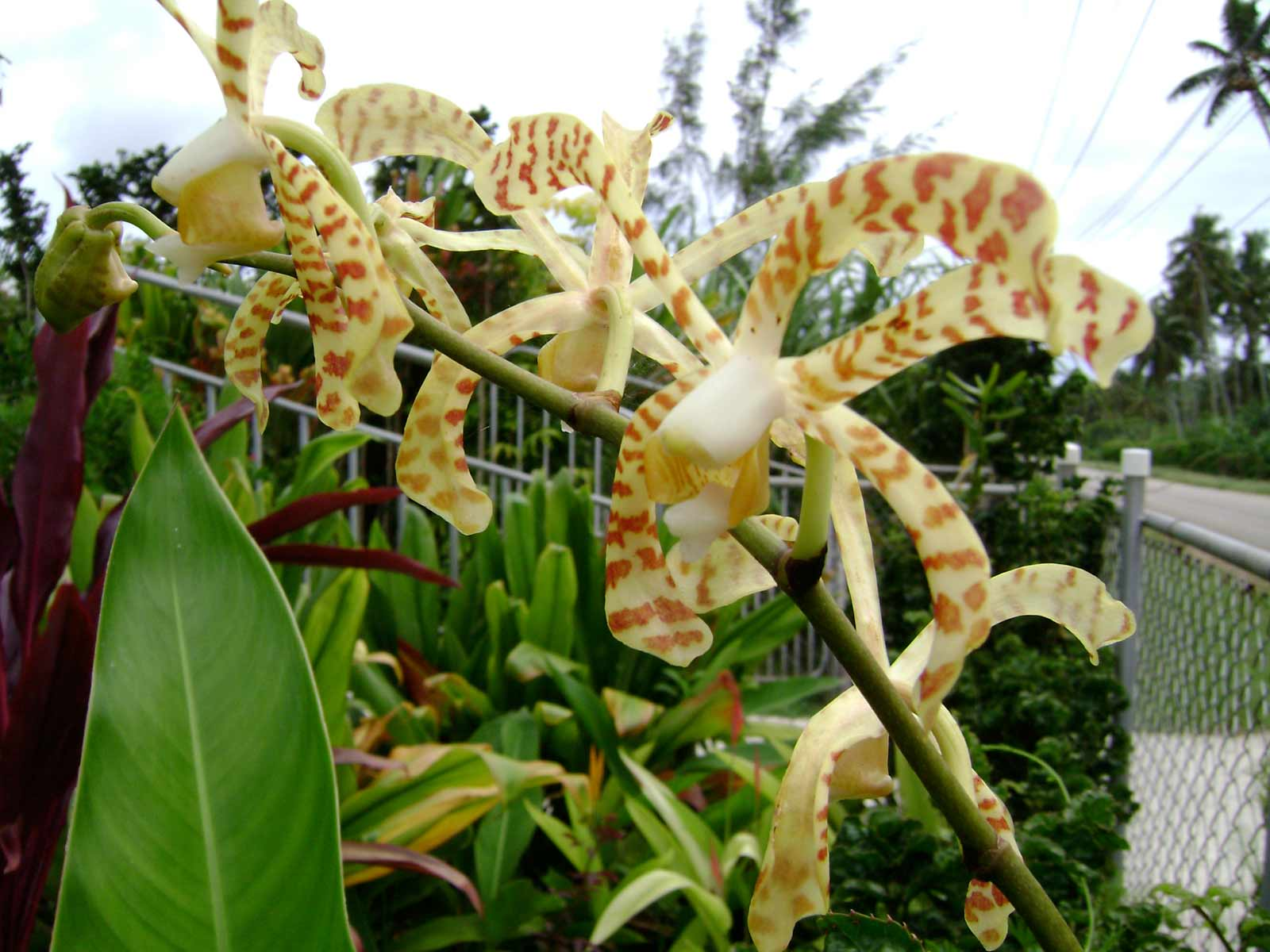
Arachnis ×maingayi

- Arachnis ×maingayi (Hook.f.) Schltr., 1911 (= Arachnis flos-aeris × Arachnis hookeriana)

## Охрана исчезающих видов
Все виды рода Arachnis входят в Приложение II Конвенции CITES. Цель Конвенции состоит в том, чтобы гарантировать, что международная торговля дикими животными и растениями не создаёт угрозы их выживанию.

## В культуре
Температурная группа тёплая.
Растения содержат в условиях с хорошей циркуляцией воздуха и высокой относительной влажностью воздуха.
Все виды светолюбивы.
Посадка в корзинки для эпифитов.

## Искусственные межродовые гибриды
По данным The International Orchid Register:
- Arachnis × Acampe = Aracampe
- Arachnis × Aerides = Aeridachnis
- Arachnis × Aerides × Ascocentrum × Paraphalaenopsis × Rhynchostylis × Vanda = Dixuanara
- Arachnis × Aerides × Ascocentrum × Renanthera × Rhynchostylis × Vanda = Waiyengara
- Arachnis × Aerides × Ascocentrum × Renanthera × Vanda = Engkhiamara
- Arachnis × Aerides × Ascocentrum × Rhynchostylis × Vanda = Wailaiara
- Arachnis × Aerides × Ascocentrum × Vanda = Lewisara
- Arachnis × Aerides × Ascoglossum = Ayubara
- Arachnis × Aerides × Christensonia = Lawara
- Arachnis × Aerides × Luisia = Scottara
- Arachnis × Aerides × Neofinetia = Hanesara
- Arachnis × Aerides × Phalaenopsis = Parnataara
- Arachnis × Aerides × Renanthera = Lymanara
- Arachnis × Aerides × Rhynchostylis = Sagarikara
- Arachnis × Aerides × Trichoglottis = Paulsenara
- Arachnis × Aerides × Vanda = Burkillara
- Arachnis × Aerides × Vanda × Vandopsis = Pehara
- Arachnis × Armodorum = Armodachnis
- Arachnis × Armodorum × Renanthera = Renaradorum
- Arachnis × Ascocentrum = Ascorachnis
- Arachnis × Ascocentrum × Paraphalaenopsis × Vanda = Purverara
- Arachnis × Ascocentrum × Paraphalaenopsis × Vanda × Vandopsis = Lavrihara
- Arachnis × Ascocentrum × Phalaenopsis × Vanda = Bokchoonara
- Arachnis × Ascocentrum × Phalaenopsis × Vanda × Vandopsis = Sutingara
- Arachnis × Ascocentrum × Renanthera × Vanda = Yusofara
- Arachnis × Ascocentrum × Rhynchostylis = Xerriara
- Arachnis × Ascocentrum × Rhynchostylis × Vanda = Bovornara
- Arachnis × Ascocentrum × Vanda = Mokara
- Arachnis × Ascocentrum × Vanda × Vandopsis = Alphonsoara
- Arachnis × Ascoglossum = Arachnoglossum
- Arachnis × Ascoglossum × Renanthera = Ngara
- Arachnis × Christensonia × Vanda = Moihwaara
- Arachnis × Cleisocentron = Arachnocentron
- Arachnis × Paraphalaenopsis = Pararachnis
- Arachnis × Paraphalaenopsis × Renanthera = Paranthera
- Arachnis × Paraphalaenopsis × Renanthera × Vanda × Vandopsis = Oderara
- Arachnis × Paraphalaenopsis × Renanthera × Vandopsis = Spiessara
- Arachnis × Paraphalaenopsis × Vanda = Parandachnis
- Arachnis × Paraphalaenopsis × Vandopsis = Garayara
- Arachnis × Phalaenopsis = Arachnopsis
- Arachnis × Phalaenopsis × Renanthera = Sappanara
- Arachnis × Phalaenopsis × Renanthera × Vanda × Vandopsis = Macekara
- Arachnis × Phalaenopsis × Renanthera × Vandopsis = Edeara
- Arachnis × Phalaenopsis × Sedirea = Arachnopsirea
- Arachnis × Phalaenopsis × Vanda = Trevorara
- Arachnis × Phalaenopsis × Vandopsis = Laycockara
- Arachnis × Renanthera = Aranthera
- Arachnis × Renanthera × Rhynchostylis = Chuanyenara
- Arachnis × Renanthera × Trichoglottis = Irvingara
- Arachnis × Renanthera × Trichoglottis × Vanda = Andrewara
- Arachnis × Renanthera × Vanda = Holttumara
- Arachnis × Renanthera × Vanda × Vandopsis = Teohara
- Arachnis × Renanthera × Vandopsis = Limara
- Arachnis × Rhynchostylis = Arachnostylis
- Arachnis × Rhynchostylis × Vanda = Ramasamyara
- Arachnis × Seidenfadenia = Arachnadenia
- Arachnis × Trichoglottis = Arachnoglottis
- Arachnis × Trichoglottis × Vanda = Ridleyara
- Arachnis × Vanda = Aranda
- Arachnis × Vanda × Vandopsis = Leeara
- Arachnis × Vandopsis = Vandachnis